# Pachygnatha opdeweerdtae
Pachygnatha opdeweerdtae là một loài nhện trong họ Tetragnathidae.
Loài này thuộc chi Pachygnatha. Pachygnatha opdeweerdtae được miêu tả năm 1994 bởi Bosmans & Bosselaers.